# Highteen Boogie (電影)
《Highteen Boogie》（日語：ハイティーン・ブギ）是日本的青春片電影，於1982年由日本東寶公司發行。

## 概要
本片由後藤幸男和牧野和子的同名小說改編，內容以一個暴走族和一個女中學生的愛情故事為主軸。

## 製作
- 導演：舛田利雄
- 編劇：永原秀一（日语：永原秀一）、舛田利雄
- 音樂：山下達郎、大谷和夫（日语：大谷和夫）
- 主題曲：近藤真彥『ハイティーン・ブギ』 （Highteen Boogie） 『MOMOKO』 『カモン・ロッキンロード』 （Come on Rockin' Road）
- 片長：130分鐘

## 演員
- 近藤真彥：藤丸翔
- 野村義男（日语：野村義男）：Sammy
- 田原俊彥：鳴海重
- 武田久美子（日语：武田久美子）：宮下桃子
- 三原順子：未樹
- 小林桂樹（日语：小林桂樹）：藤丸幸一郎
- 佐藤織江（日语：佐藤オリエ）：藤丸博子
- 川井研一郎：藤丸茂
- 六浦誠（日语：六浦誠）：藤丸武
- 加茂櫻：利惠
- 淺利香津代（日语：浅利香津代）：伯母
- 葛茲石松（日语：ガッツ石松）：柴田
- 加藤武（日语：加藤武）：野野宮
- 二瓶正也：剛田
- 相原巨典（日语：相原巨典）：松田
- 苅谷俊介（日语：苅谷俊介）：GM的會長
- 宇治正高（日语：宇治正高）：樂隊成員
- 谷村昌彥（日语：谷村昌彦）：摩托車販子
- 石井富子（日语：石井富子）：管理人
- 頭師孝雄（日语：頭師孝雄）：喫茶店的主人
- 大井小町（日语：大井小町）：護士

## 外部連結
- 互联网电影数据库（IMDb）上《Highteen Boogie》的资料（英文）